# Henri-Irénée Marrou
Pour les articles homonymes, voir Marrou.
Henri-Irénée Marrou, né à Marseille le 12 novembre 1904 et mort à Bourg-la-Reine le 11 avril 1977, est un universitaire et historien antiquisant français, spécialiste du christianisme primitif et de philosophie de l'histoire. Il est aussi connu, notamment comme musicologue, sous le pseudonyme de Henri Davenson.

## Biographie

### Jeunesse et formation
Henri-Irénée Marrou naît dans une famille originaire de Haute-Provence, du typographe Louis Marrou et de la brodeuse Alphonsine Brochier. Son père est agnostique et sa mère catholique pratiquante. Elle veille à ce qu'il reçoive une éducation religieuse soignée. Il fait de brillantes études au lycée Thiers de Marseille.
En 1925, il est reçu premier au concours d'entrée à l'École normale supérieure. Il obtient en 1929 l'agrégation d'histoire, classé deuxième derrière Alphonse Dupront. Admis comme membre de la prestigieuse École française de Rome, il s'installe dans cette ville où il demeure de 1930 à 1932. C'est là que le jeune historien de l'Antiquité définit son sujet de thèse de doctorat : Saint Augustin et la fin du monde antique. Il devient aussi expert en archéologie paléochrétienne, à Rome même, et lors d'excursions archéologiques en Sicile et dans le Maghreb. Il obtient ensuite son détachement à l'Institut français de Naples de 1932 à 1936.

### Carrière universitaire
En 1937-1938, Henri Marrou obtient son détachement à l'Université du Caire. Il fait imprimer ses deux thèses et les soutient à la Sorbonne en février 1937 : la thèse principale, Saint Augustin et la fin de la culture antique, et la seconde (en archéologie), Scènes de la vie intellectuelle figurant sur les monuments funéraires romains. En 1938-1939, il est maître de conférences d'histoire ancienne à la faculté des Lettres de Nancy,.
La guerre ayant été déclarée le 9 septembre 1939, il est mobilisé dans sa ville natale, Marseille, comme officier du service de santé. Démobilisé en septembre 1940 en tant que père de trois enfants, Henri Marrou est chargé d'enseignement d'histoire ancienne à la Faculté des Lettres de Montpellier de 1940 à 1941, puis il est nommé professeur dans la même matière à la Faculté des Lettres Lyon, de 1941 à 1945. Il est cofondateur (ou parmi les premiers collaborateurs) de deux grandes entreprises savantes : la Revue du Moyen Âge latin et la collection « Sources chrétiennes ».
De 1945 à 1975, il occupe la chaire d'histoire du christianisme à la Sorbonne. Il est également membre de l'Académie des inscriptions et belles-lettres, de l'Académie royale néerlandaise des arts et des sciences, de l'Académie bavaroise des sciences et de la Société des antiquaires de France.

### Prises de position et travaux
Henri Marrou milite pour le développement de la culture et pour l'approfondissement de la foi chrétienne. Il le fait dans la revue Politique de 1929 à 1934, dans la revue Esprit à partir 1933 (date de sa première rencontre avec Emmanuel Mounier), ainsi que dans son premier livre au titre révélateur, Fondements d'une culture chrétienne (1933), publié sous le pseudonyme d'Henri Davenson.
Dès l'armistice, son attitude politique est d'être un « résistant à l'état pur » comme il l'écrit dans ses Carnets posthumes. Il entre immédiatement dans la Résistance après s'être investi dans « L'Amitié chrétienne » qui s'est donné pour mission le sauvetage des Juifs : il en héberge provisoirement certains, en « parraine » d'autres sur de faux certificats de baptême, use avec succès de sa qualité de savant chrétien pour influencer en leur faveur le cardinal Pierre Gerlier. Il publie dans la presse clandestine (Cahiers du témoignage chrétien, auprès de jésuites comme de Lubac, de dominicains comme Chenu),.
Deux livres d'Henri Marrou sont écrits pendant ces années : son Traité de la musique selon l'esprit de saint Augustin et Le Livre des chansons, introduction à la connaissance de la chanson populaire française, suivi de 109 belles chansons anciennes choisies et commentées par Henri Davenson.
Plusieurs grands livres sont publiés par Henri Marrou durant ces années, ainsi que des centaines d'articles et de comptes rendus d'érudition. En 1948 paraît son Histoire de l'éducation dans l'Antiquité, en 1952 son édition de l’Épître à Diognète, en 1954 De la connaissance historique, en 1955 Saint Augustin et l'augustinisme, en 1960 son édition du Pédagogue de Clément d'Alexandrie, en 1961 Les Troubadours, en 1963 sa large contribution à la Nouvelle Histoire de l'Église (303–604), et en 1968 Théologie de l'Histoire.
Pendant la guerre d'Algérie, il est favorable à l'indépendance. En 1956, il est la première personnalité à dénoncer la torture pratiquée en Algérie dans un article paru le 5 avril sur la « une » du Monde, intitulé « France, ma patrie ». Les pouvoirs publics le traitent ironiquement de « cher professeur » et une perquisition sera diligentée jusque dans son bureau de Châtenay-Malabry.
Henri Marrou ne se manifeste pas lors des événements de Mai 68. Il s'efforce d'assurer au mieux, dans les pires conditions, ses enseignements et les soutenances de thèse. En 1973, il démissionne du SGEN, syndicat de gauche devenu « gauchiste », en même temps que son fondateur Paul Vignaux et son secrétaire Charles Pietri. La même année, il obtient son détachement au Centre national de la recherche scientifique, pour les deux dernières années de sa carrière. Pendant cette période, deux grandes entreprises collectives voient le jour sous son impulsion : la Prosopographie chrétienne du Bas-Empire (pour le monde ecclésiastique) et le Recueil des inscriptions chrétiennes de la Gaule.
En 1975, les amis et disciples d'Henri Marrou lui font l'hommage des mélanges (recueil d'articles) Patristique et Humanisme, volume composé largement sous ses conseils et avec sa collaboration pour le choix des articles reproduits et pour la bibliographie.
Deux livres posthumes d'Henri Marrou paraissent en 1978 : Christiana tempora. Mélanges d'histoire, d'archéologie, d'épigraphie et de patristique, et Crise de notre temps et réflexion chrétienne (de 1930 à 1975), avec une introduction de Jean-Marie Mayeur, une préface de Charles Piétri, et le complément de nombreux témoignages.
Un troisième livre, ses Carnets posthumes, paraît en 2006, édité par Françoise Marrou-Flamant, préfacé par le cardinal Jean-Marie Lustiger, analysé par Claude Dagens et présenté par Jacques Prévotat.

### Décès
Il meurt le 11 avril 1977, après avoir reçu le sacrement des malades de l'abbé Jean-Marie Lustiger, devenu quelques années auparavant son directeur de conscience.

### Vie privée
Henri-Irénée Marrou était marié à Jeanne Bouchet-Fouillet (1905-1976).

## Publications
- Fondements d'une culture chrétienne, Paris, Bloud & Gay, 1934.
- Saint Augustin et la Fin de la culture antique, Paris, de Boccard, 1938 ; rééd. 1949[19] (thèse principale).
- ΜΟΥΣΙΚΟΣ ANHP : étude sur les scènes de la vie intellectuelle figurant sur les monuments funéraires romains, Grenoble, Didier & Richard, (thèse secondaire), 1938.
- Traité de la musique selon l'esprit de saint Augustin, Paris, Le Seuil, 1942.
- Le Livre des chansons : ou Introduction à la connaissance de la chanson populaire française : s'ensuivent cent-trente-neuf belles chansons anciennes choisies et commentées (sous le pseudonyme de Henri Davenson), Neuchâtel, Éditions La Baconnière, coll. « Cahiers du Rhône », 1944, 589 p. (OCLC 979573548, BNF 32422046) 3e éd. 1946 ; nouvelle édition mise à jour, Club des Libraires de France, 1958 (OCLC 9148288) ; 4e éd. revue et augmentée 1977, La Baconnière (BNF 35627499) ; 5e éd. 1982 La Baconnière/Le Seuil 1982 (BNF 44256899)
- Histoire de l'éducation dans l'Antiquité, Paris, Le Seuil, 1948[20].
- L'Ambivalence du temps de l'histoire chez saint Augustin, Paris, Vrin, 1950, 96 p. (présentation en ligne, lire en ligne).
- À Diognète, Paris, éditions du Cerf, coll. Sources Chrétiennes, n°33, 1951 (réed. 1965). Introduction, édition, traduction et commentaire d'H.-I. Marrou.
- « Philosophie critique de l'histoire et "sens de l'histoire" », dans L'homme et l'histoire. Actes du VIe congrès des sociétés de philosophie de langue française, Paris, PUF, 1952, p. 3-10.
- Préface à Élisabeth de Miribel, Edith Stein par une moniale française, Paris, Le Seuil, 1954.
- De la connaissance historique, Paris, Le Seuil, 1954[21] ; rééd. poche, Paris, Le Seuil, coll. « Points histoire », 1975.
- Saint Augustin et l'Augustinisme, Paris, Le Seuil, collections Microcosme « Maîtres spirituels », 1955.
- Les Troubadours, Paris, Le Seuil, 1961.
- Nouvelle Histoire de l'Église. Tome I, 2e partie : De la persécution de Dioclétien à la mort de Grégoire le Grand, Paris, Le Seuil, 1963 ; réédition séparée, L'Église de l'Antiquité tardive 303-604, Paris, Le Seuil, coll. « Points histoire », 1985.
- Théologie de l'histoire, Paris, Le Seuil, 1968 ; réédition, Paris, Le Cerf, 2006.
- Patristique et Humanisme, Paris, Le Seuil, 1976.
- Décadence romaine ou Antiquité tardive ?, Paris, Le Seuil, coll. « Points histoire », 1977[22],[23]
- Christiana tempora : mélanges d'histoire, d'archéologie, d'épigraphie et de patristique, Rome, École française de Rome, collection de l'École française de Rome", 1978,
- Crise de notre temps et Réflexion chrétienne (1930-1975), Paris, Beauchesne, 1978.
- Carnets posthumes, éd. par Françoise Marrou-Flamant, Paris, Le Cerf, Collection "Intimité du christianisme", 2006[24].

## Distinctions

### Décorations
- Officier de la Légion d'honneur (1969)
- Officier de l'Instruction publique (1955)[25]
- Croix de guerre 1939–1945

### Récompenses
- Docteur honoris causa de l'Université de Fribourg[11].
- Docteur honoris causa de l'Université Laval[11].
- Docteur honoris causa de l'Université catholique de Louvain[11].